# Pterois sphex
Pterois sphex  (лат.) — вид лучепёрых рыб семейства скорпеновых.

## Распространение
Вид встречается в Тихом океане, эндемик прибрежных вод Гавайских островов.

## Описание
Рыба среднего размера до 22 см длиной, яркой расцветки. Тело красного цвета со светлыми поперечными полосами по всему телу, плавники — красные. В спинном и грудных плавниках длинные, ярко окрашенные ядовитые колючки до 10 см в длину.

## Образ жизни
Это морской тропический вид, обитающий на коралловых рифах на глубине до 122 м. Активный хищник, питается мелкой рыбой и ракообразными.